# Kap Maa
Das Kap Maa ist eine wenige hundert Meter lange Halbinsel an der südwestlichen Küste der Mittelmeerinsel Zypern, knapp 10 km nordwestlich der Stadt Paphos. Das Kap Maa begrenzt die Korallenbucht im Norden, die eigentlich aus zwei Buchten besteht. Die Halbinsel ist nicht frei zugänglich, sondern ein eingezäunter Archäologischer Park.

## Spätbronzezeitliche Siedlung
Ähnlich wie Pyla-Kokkinokremmos war Maa-Palaeokastro eine kurzlebige Siedlung, die in die Zeit der Seevölker fiel, damit aber auch in eine Zeit, in der man die Hellenisierung der Insel vermutete. 
1952 fand unter Leitung von Porphyrios Dikaios eine erste Probegrabung statt, der erst 1979 bis 1985 systematische Grabungen folgten. Diese leitete Vassos Karageorghis, der Leiter des Zypernmuseums, dessen Ehrgeiz darin lag, griechische Artefakte und eine entsprechend frühe Besiedlung und Hellenisierung der Insel nachzuweisen. Vor dem Hintergrund des nur wenige Jahre zurückliegenden Zypernkonflikts, der auf griechischer Seite Versuche stärkte, den Nachweis zu führen, dass die Insel gleichsam seit jeher griechisch war, flossen erhebliche Bemühungen in die Suche nach den ersten Siedlern, etwa aus Mykene.

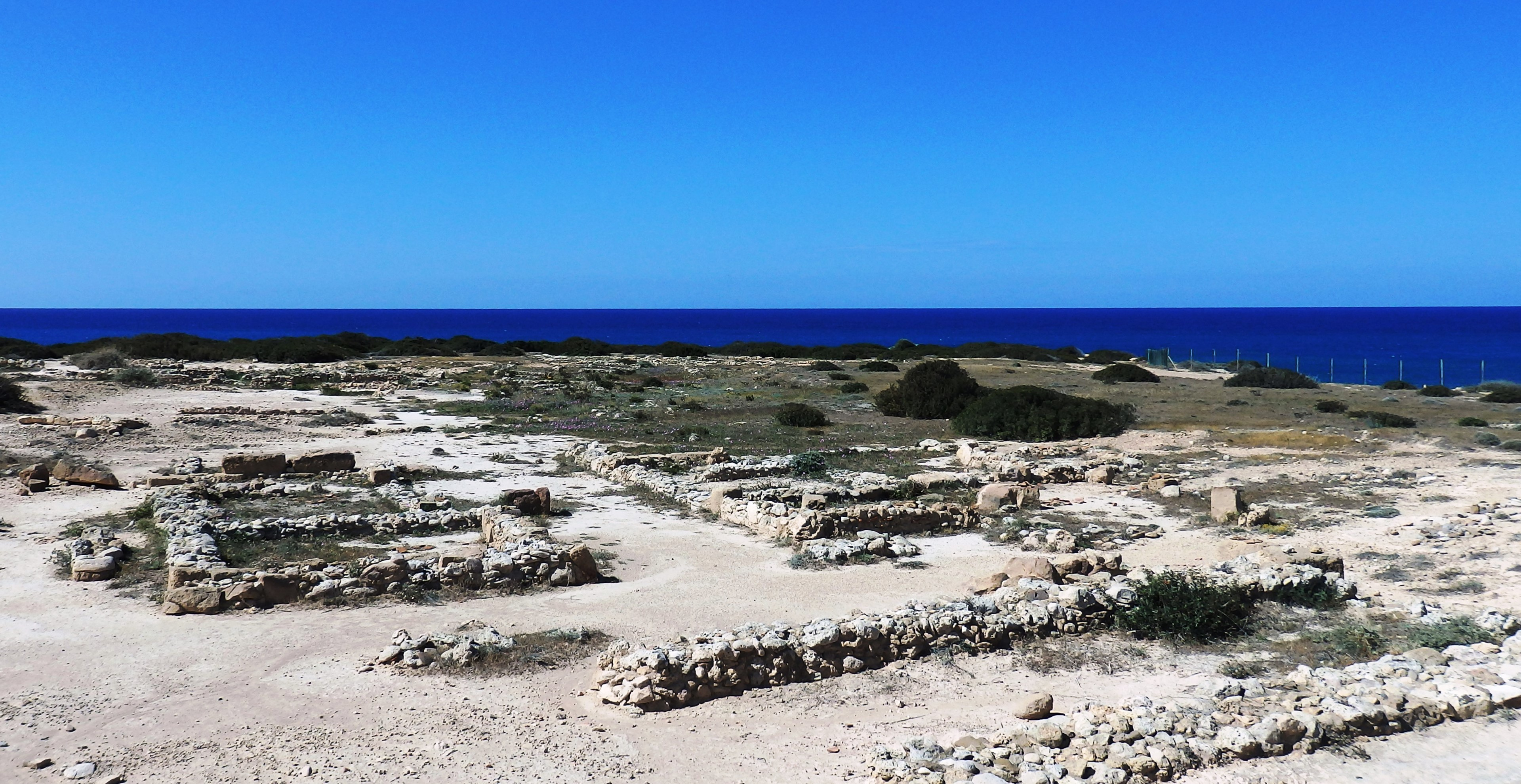
Fundamente auf Kap Maa

An der Stelle der ägäischen Siedlung fanden sich jedoch Überreste einer frühchalkolithischen, deutlich älteren Siedlung, deren Häuser in den Fels eingesenkt und durch leichte Holzstrukturen abgedeckt waren. 
Die Halbinsel wurde, je nach Veröffentlichung, nach der Mitte des 13. Jahrhunderts v. Chr. von Mykenern besiedelt oder von einheimischen Gruppen erbaut. Tatsächlich kam es zur Einführung von Mykenischer Keramik der Zeitstufe SH III C früh (ca. 1190–1150 v. Chr.), die einen Anteil an der Keramik von 40 bis 60 % erreichte. Von der Siedlung sind Teile der zyklopischen Festungsmauern erhalten, die den Schutz der Halbinsel zur Landseite sicherstellten, aber auch zur See. Zudem sind die Fundamente einiger Gebäude noch sichtbar, unter denen sich zwei recht große Bauwerke befinden. In einem fanden sich Überreste von Speisen und Getränken, die eine große Zahl von Menschen hinterlassen haben muss, im anderen große Mengen an Vorratsgefäßen. Nach einer ersten Zerstörung um 1175 v. Chr. wurde die Siedlung zwar wieder aufgebaut, jedoch um 1150 v. Chr. endgültig aufgegeben. 
Das auf der Halbinsel angesiedelte Museum mit dem irreführenden Namen Museum of the Mycenean Colonisation of Cyprus zeigt auf Schautafeln die mykenische Kultur auf Zypern. Die ursprünglichen Fundstücke werden allerdings nicht mehr ausgestellt. Der Bau wurde von dem italienischen Architekten und Turiner Professor Andrea Bruno konzipiert, der das kreisrunde Museum der Landschaft anpasste und seine oberen Bauteile kaum über die Erdoberfläche hinausragen ließ.

## Bildergalerie

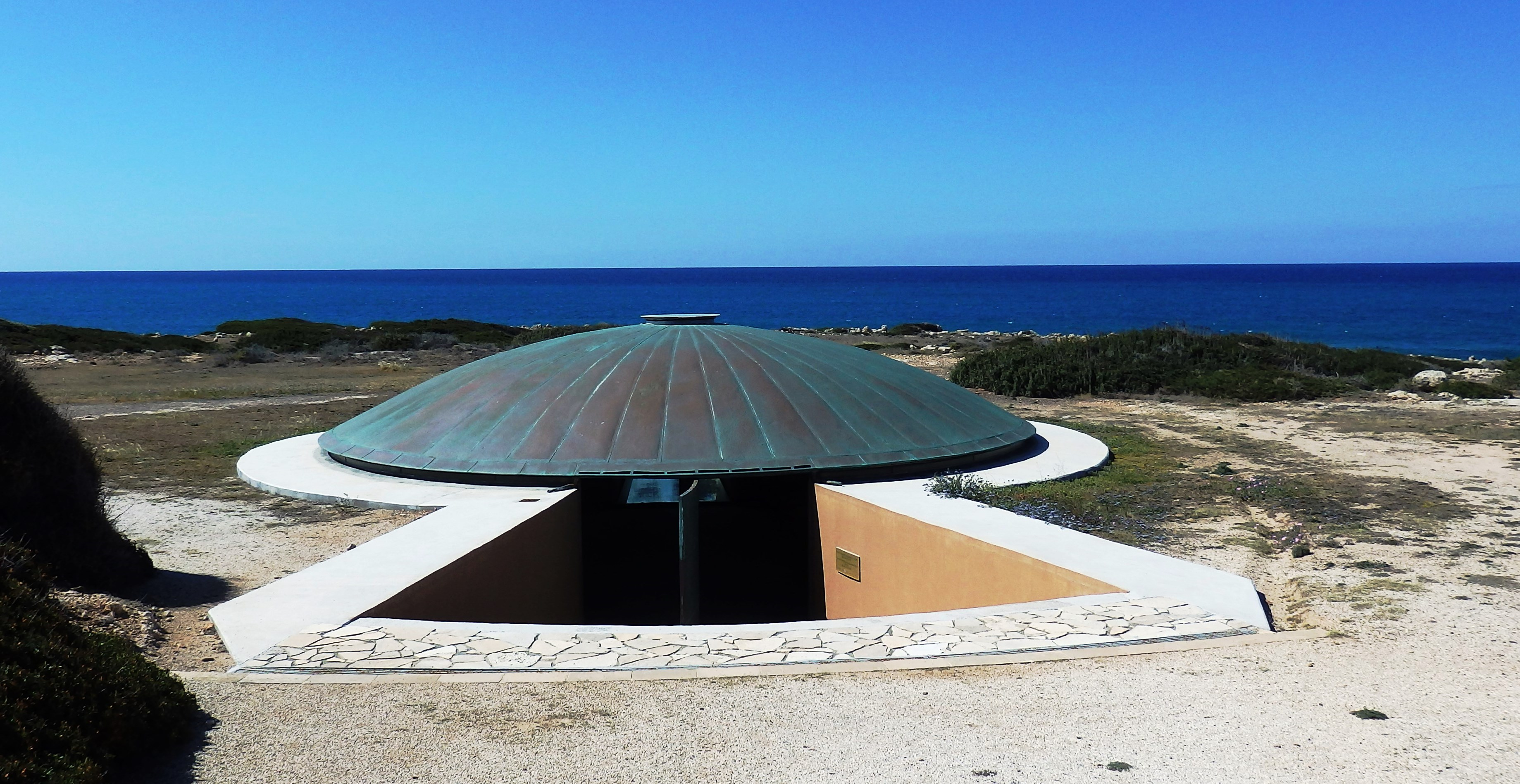
Mykenisches Museum von außen
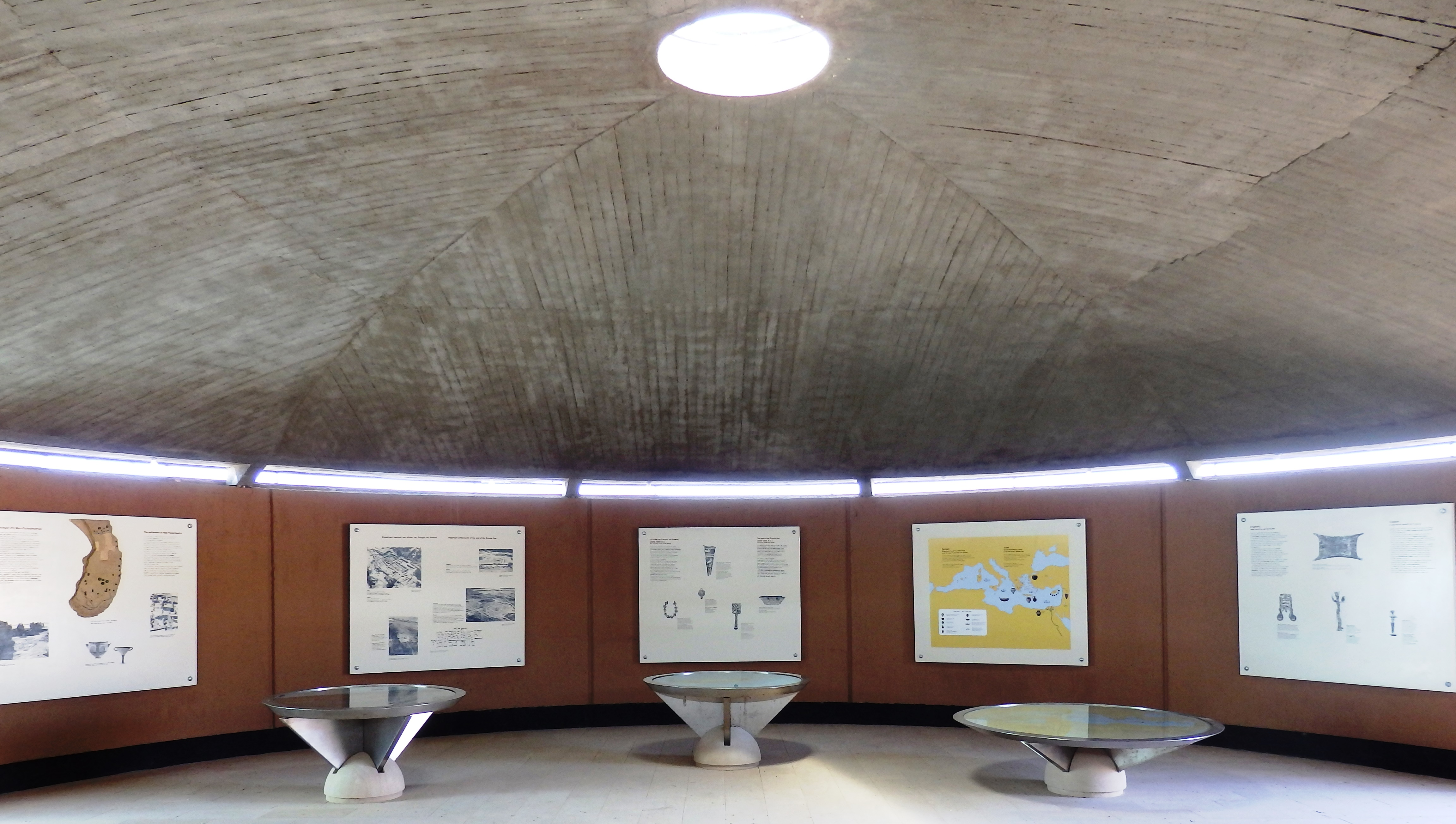
Mykenisches Museum, Innenansicht